# 希博伊根縣 (密歇根州)
希博伊根縣（英語：Cheboygan County）是美国密西根下半島北部的一個縣，北鄰休伦湖，面積2,293平方公里。根據2020年美國人口普查統計，共有人口25,579人。縣治希博伊根。該縣成立於1840年4月1日，縣名來自希博伊根河（源於奥吉布瓦语，意思是「縫紉針」）。